# Alfred Baumann (Fußballtrainer)
Alfred Baumann (* 6. August 1940) ist ein ehemaliger deutscher Fußballtrainer.

## Sportlicher Werdegang
Baumann trainierte in den 1960er Jahren den SV 1880 München und anschließend in Neubiberg, ehe er im Januar 1971 als Nachfolger von Karl-Heinz Mainz die Amateurmannschaft des FC Bayern München in der Bayernliga übernahm. Am Ende der Spielzeit 1970/71 stieg er mit der Mannschaft in die Viertklassigkeit ab, zwei Jahre später gelang als Südstaffelmeister in der Landesliga Bayern die Rückkehr. Da zunehmend der Fokus auf die Lizenzspielermannschaft gelegt wurde und damit die der Amateurmannschaft zur Verfügung stehenden Mittel unklar waren, hatte das Präsidium im Frühjahr vorsorglich Baumann zum Ende Juni des Jahres gekündigt.
Im Sommer 1975 heuerte Baumann beim Landesligisten TSV Ottobrunn an. Hinter dem TSV 1860 Rosenheim wurde die Mannschaft in der ersten Spielzeit Vizemeister der Südstaffel. Nachdem im folgenden Jahr im Frühjahr MTV Ingolstadt und die Amateurmannschaft des FC Augsburg enteilt waren, kündigte er seinen Vertrag Ende April. Letztlich belegte er mit der Mannschaft mit 15 Punkten Rückstand auf die Ingolstädter den fünften Tabellenplatz. 
Baumann schloss sich im Sommer 1977 dem Bayerischen Fußball-Verband an. Später wechselte er zum TSV 1860 München in die Jugendarbeit. An Weihnachten 1978 rückte er nach der Entlassung von Cheftrainer Heinz Lucas zum Interimstrainer der in der 2. Bundesliga antretenden Lizenzmannschaft während der Winterpause auf, ehe der vom Tabellenführer Wormatia Worms abgeworbene Eckhard Krautzun nach dem Jahreswechsel seinen Dienst antreten konnte. Anschließend kehrte Baumann auf seine Tätigkeit als Jugendtrainer zurück und schlug wegen seiner hauptberuflichen Tätigkeit als Versicherungsvertreter ein Angebot des Vereins aus, nach dem Bundesligaaufstieg im Sommer 1979 als Assistent von Krautzun zu arbeiten. Nach dessen Entlassung nach vier Punkten aus den ersten sechs Spielen in der Bundesliga-Spielzeit 1979/80 Ende September 1979 übernahm er erneut interimistisch die Betreuung der Lizenzspielermannschaft. Zum Auftakt gelang ein 1:1-Remis gegen den seinerzeitigen Tabellendritten VfB Stuttgart und anschließend ein 6:1-Erfolg im Zweitrundenspiel des DFB-Pokalwettbewerbs 1979/80 gegen den 1. FC Pforzheim, ehe er nach einem 0:0-Unentschieden gegen Eintracht Braunschweig mit einem bis zum Jahresende gültigen Vertrag ausgestattet wurde. Anschließend blieb er auch in den folgenden Bundesligapartien gegen Bayer 04 Leverkusen (1:1-Remis) und FC Schalke 04 (0:2-Niederlage) ohne Sieg. Ende Oktober verpflichtete der Bundesligist mit Carl-Heinz Rühl einen neuen Cheftrainer, dem Baumann als Assistent neben seiner Tätigkeit in der Jugendarbeit zur Seite stand. Nach erfolgreichem Klassenerhalt konzentrierte sich Baumann ab Sommer 1980 wieder auf seine Tätigkeit als A-Jugend-Trainer. Später war er Trainer des Münchener Bezirksligisten SV Gartenstadt Trudering.